# باتل (آلاباما)
باتل (به انگلیسی: The Bottle) یک منطقهٔ مسکونی در ایالات متحده آمریکا است که در شهرستان لی، آلاباما واقع شده‌است. باتل ۲۳۱٫۹۶ متر بالاتر از سطح دریا واقع شده‌است.